# Pro-Mark
Pro-Mark est un fabricant de baguettes et d'accessoires pour percussions fondé en 1957 et basé à Houston, au Texas.
Pro-Mark produit des baguettes en caryer américain, en chêne du Japon, en érable et toutes sortes de balais, de maillets et de battes. La marque fabrique également des sourdines, des pads, des sacs pour baguettes et pour cymbales, des gants et beaucoup d'autres accessoires pour batterie.
Les baguettes Pro-Mark sont facilement identifiables grâce à la bande (noire ou de couleur) située à la moitié du manche.

## Utilisateurs célèbres
- Dominic Howard de Muse (possède son modèle Signature)
- Dave Abbruzzese de Pearl Jam (possède son modèle Signature)
- Chris Adler de Lamb of God (possède son modèle Signature)
- Carter Beauford de Dave Matthews Band (possède son modèle Signature)
- Jason Bonham de Led Zeppelin (possède son modèle Signature)
- Nick Mason de Pink Floyd (possède son modèle Signature)
- Budgie de Siouxsie and the Banshees
- Chad Butler de Switchfoot
- Liberty DeVitto du groupe de Billy Joel (possède son modèle Signature)
- Ginger Fish de Marilyn Manson
- Joey Dandeneau de Theory of a Deadman
- Aaron Gillespie de Underoath
- Dave Joyal de Silent Drive
- Larry Mullen, Jr. de U2
- Ian Paice de Deep Purple (possède son modèle Signature)
- Carl Palmer de Emerson, Lake & Palmer (possède son modèle Signature)
- Neil Peart de Rush (possède son modèle Signature)
- Simon Phillips de Toto (possède son modèle Signature)
- Mike Portnoy de Dream Theater (possède son modèle Signature)
- The Rev de Avenged Sevenfold (Mort en 2009)
- Andrew Scott de Sloan
- Phil Selway de Radiohead
- Ed Shaughnessy du groupe de Doc Severinsen (possède son modèle Signature)
- Ringo Starr des Beatles (possède son modèle Signature)
- Todd Sucherman de Styx
- Daniel Svensson de In Flames
- Matt Tong de Bloc Party
- Thomas Wydler de Nick Cave and the Bad Seeds
- Jukka Nevalainen de Nightwish
- Steve Ferrone de Tom Petty (possède son modèle Signature)
- Phil Collins de Genesis (possède son modèle Signature)
- Cobus Potgieter, Youtubeur d'Afrique du Sud